# 의미론

의미론의 핵심 주제는 언어, 세계, 정신 개념 간의 관계에 관한 것이다.

의미론(意味論, semantics 또는 어의론)은 언어학 및 논리학의 기본 분야 중의 하나로 말이나 글의 의미 또는 뜻을 연구하는 분야이다. 그러나 이러한 정의는 의미 또는 뜻이라는 개념 자체가 불분명하다는 점에서 충분히 명확한 정의라고 할 수 없다. 따라서, '의미란 무엇인가?' 또는 '의미론은 무엇을 연구하는가?'라는 질문에서부터 의미론의 논의가 시작되곤 한다.

## 용어와 개념
'의미론'이라는 용어는 서구에서 그리스어로 '의미하다' (σημαινω)는 단어에 바탕하여 만들어진 단어 시맨틱스(semantics, 프랑스어: sémantique, 독일어: Semantik)의 번역 용어이다.
처음 이 단어를 만든 이는 프랑스의 언어학자 미셸 브레알로 알려져 있다. 1897년에 Essai de sémantique라는 책을 내면서 의미론(프랑스어: sémantique)이라는 용어를 처음 고안해 냈다. 당시 브레알은 의미를 연구하는 학문이라는 차원에서 '의미론'이라는 용어를 만들었으며 소리를 연구하는 '음성학'에 대비되는 학문이라는 개념으로 이 용어를 사용하였다.
독일 태생의 논리학자 루돌프 카르납은 '의미론'을 표현과 그것이 의미하는 대상 간의 관계를 연구하는 학문으로 파악하였으며, 의미론을 한편으로는 화용론, 즉 표현과 그것을 사용하는 사람 사이의 관계에 대한 연구에 대비시키고 다른 한편으로는 통사론, 즉 표현들 자체 사이의 관계에 대한 연구와 대비시켰다.
미국의 언어학자 제롤드 J. 카츠는 의미론에서 밝혀야 할 개념의 목록을 제시하였다. 그 중 기본적인 일부를 제시하면 다음과 같다.
- 동음이의어
- 다의어
- 동의어
- 반의어
- 상위어
- 하위어

이러한 개념들은 단어의 의미들 사이의 관계에만 적용되는 것이 아니라 구 (언어), 절 (언어), 문장, 텍스트의 의미를 논하는 데 적용될 수 있다.

## 분야
- 어휘의미론
- 형식의미론
- 생성의미론
- 인지의미론